# Lycosa gobiensis
Lycosa gobiensis är en spindelart som beskrevs av Schenkel 1936. Lycosa gobiensis ingår i släktet Lycosa och familjen vargspindlar. Inga underarter finns listade i Catalogue of Life.